# Телесно ја
Телесно ја је доживљај властитог тела који је у основи слике о себи и идентитета. Ова представа настаје интеграцијом различитих осета, као и разноврсних искустава у вези са организмом. Према Фројду, Его је примарно и изнад свега телесни Его, односно Его је у крајњој инстанци изведен из телесних сензација, првенствено оних са површине тела.